# Turnbull Engineering

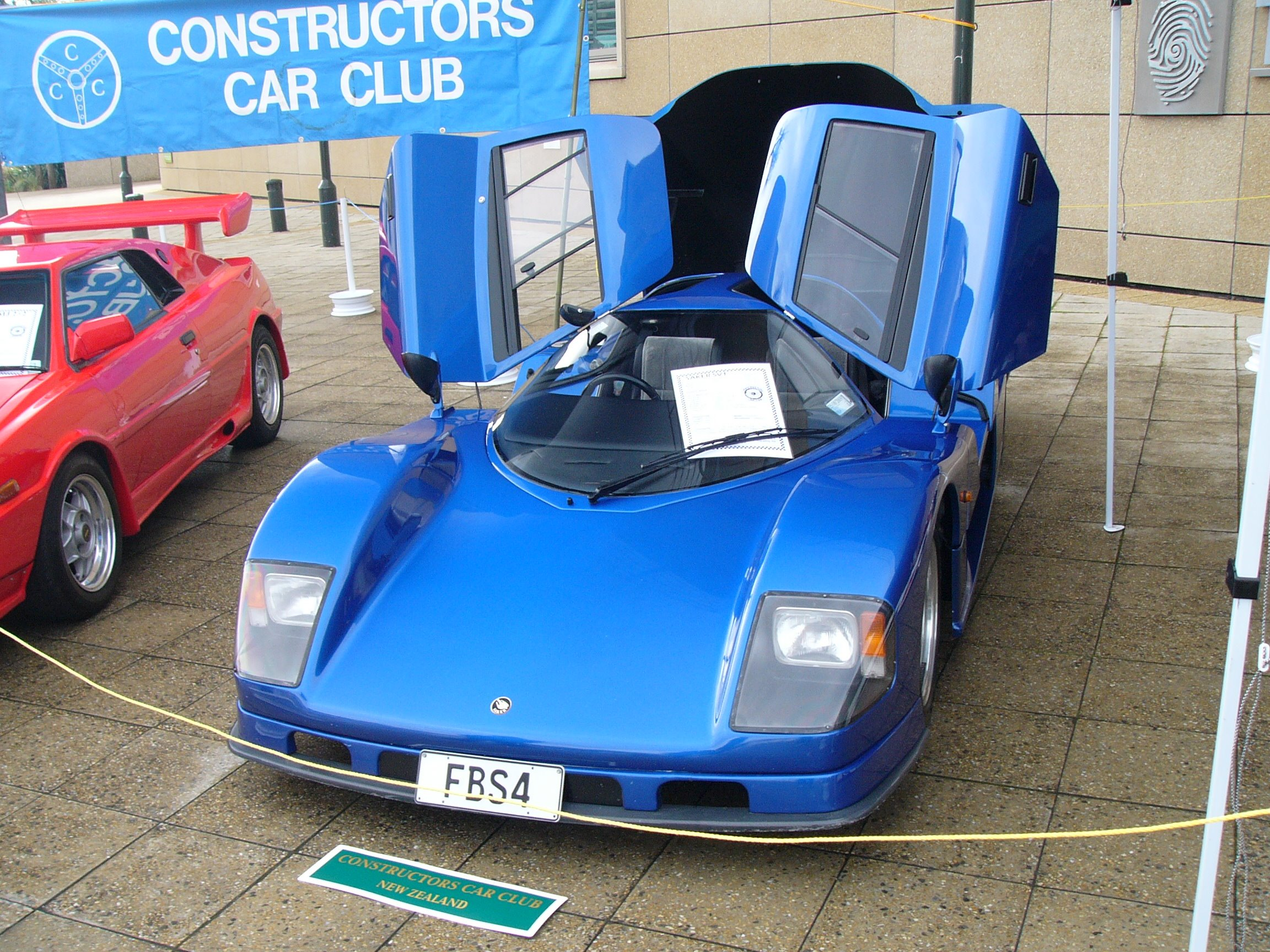
Saker

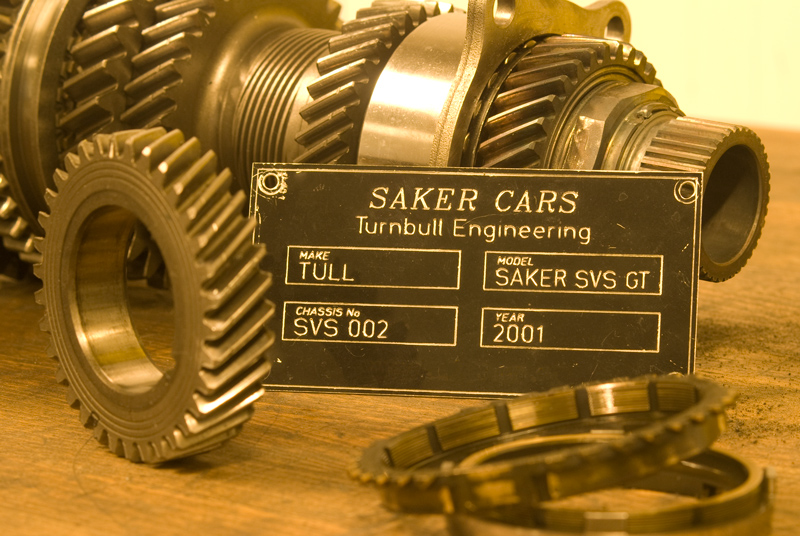
Ein Bauteil

Turnbull Engineering ist ein neuseeländischer Hersteller von Automobilen.

## Unternehmensgeschichte
Bruce Turnbull gründete das Unternehmen in Bunnythorpe. Er begann 1989 mit der Produktion von Automobilen. Der Markenname lautet Saker. Saker Sportscars aus den Niederlanden ist Lizenznehmer.

## Fahrzeuge
Das erste Modell SV 1 erschien 1989. Dieses Coupé ist ein Rennsportwagen mit Straßenzulassung. Verschiedene Motoren sind in Mittelmotorbauweise hinter den Sitzen montiert. Genannt sind Vierzylindermotoren sowie V8-Motoren von Rover mit 3900 cm³ Hubraum, von Chevrolet und von Ford mit 5000 cm³ Hubraum.
1995 folgten die Modelle Rouzy und Sambar mit Allradantrieb. Die Motoren kamen von Subaru. Die Karosserien bestanden aus Fiberglas.